# Вибори до Національної конституційної асамблеї Австрії (1919)
Вибори до Національної конституційної асамблеї пройшли в Австрії 16 лютого 1919 року.
Соціал-демократична робітнича партія стала найбільшою партією, вигравши 72 з 170 місць. Партію значною мірою підтримував робітничий клас, тоді як фермери та середній клас голосували переважно за Християнсько-соціальну партію, яка виступала проти аншлюсу. Явка виборців склала 84,4 %. Оскільки Чехословаччина не дозволила своєму населенню взяти участь у виборах, а Італія та Югославія отримали контроль над Південним Тіролем (в результаті Лондонської угоди 1915 року) та Нижньою Штирією (після прикордонних конфліктів), відповідно, голосування проводилося лише в невеликих районах частини тих відповідних територій, а представники натомість призначалися пропорційно до загальної частки голосів партій.
Перше засідання асамблеї відбулося 4 березня 1919 року. Судето-німецькі соціал-демократи організували серію демонстрацій на підтримку свого права на самовизначення. У семи містах 54 особи були вбиті та ще 84 поранені чеськими військовими та поліцією.

## Виборча система
Члени Національної конституційної асамблеї обиралися в багатомандатних округах, що мали від чотирьох до дев'яти місць у кожному за пропорційним представництвом. Найменший виборчий округ спочатку мав обрати три місця, але цього не сталося через те, що Югославія отримала контроль над більшою частиною Нижньої Штирії.
Ці вибори були першими виборами, на яких усім жінкам було дозволено голосувати. Громадянам Німеччини, які проживали в Австрії, Нижній Штирії, Південному Тиролі і судетськім німцям, які проживали в новоствореній Чехословаччині, також було дозволено голосувати на виборах, незважаючи на заперечення Чехословаччини. Австрійським громадянам, які проживали в Німеччині, також було дозволено голосувати на виборах до Веймарських установчих зборів того ж року.

## Результати
Дві головні партії, СДРПА і ХС, створили коаліційний уряд після виборів. Хоча до середини 1920 року він розпався, за ним на короткий час утворилася перехідна коаліція СДРПА, ХС і Великонімецької народної партії, наступниці Німецької народної партії після злиття з Великонімецьким союзом. Зрештою, 1 жовтня 1920 року було прийнято нову конституцію. 17 жовтня відбулися нові вибори.